# Wikstroemia ligustrina
Wikstroemia ligustrina är en tibastväxtart som beskrevs av Alfred Rehder. Wikstroemia ligustrina ingår i släktet Wikstroemia och familjen tibastväxter. Inga underarter finns listade i Catalogue of Life.